# Lisa Stadler
Lisa Stadler (* 20. August 1988 in Kittsee) ist eine österreichische Seglerin.
Lisa Stadler begann mit sieben Jahren bei einem Schulprojekt, das Stefan Hess leitete, zu segeln. Nach kleineren Erfolgen nahm sie das erste Mal 2001 in Las Palmas bei einer Europameisterschaft teil. 2002 war sie bei der WM in Texas mit dabei. Ein letztes Mal nahm sie in der Klasse Optimist bei der Europameisterschaft in Kroatien 2003 teil.
Danach stieg Stadler in eine neue Bootsklasse (Zoom8) um und erreichte folgende Platzierungen:
- 2003 EM – Polen, 9. Platz
- 2003 WM – Frankreich, 5. Platz
- 2003 und 2004 Österreichische Jugendmeisterin
- 2004 EM – Österreich (Neusiedl), 2. Platz
- 2004 WM – Holland, 2. Platz

Ende 2004 stieg Stadler in die olympische Bootsklasse 470er um. 2005 legte sie aus schulischen Gründen eine Auszeit ein.